# Hawala

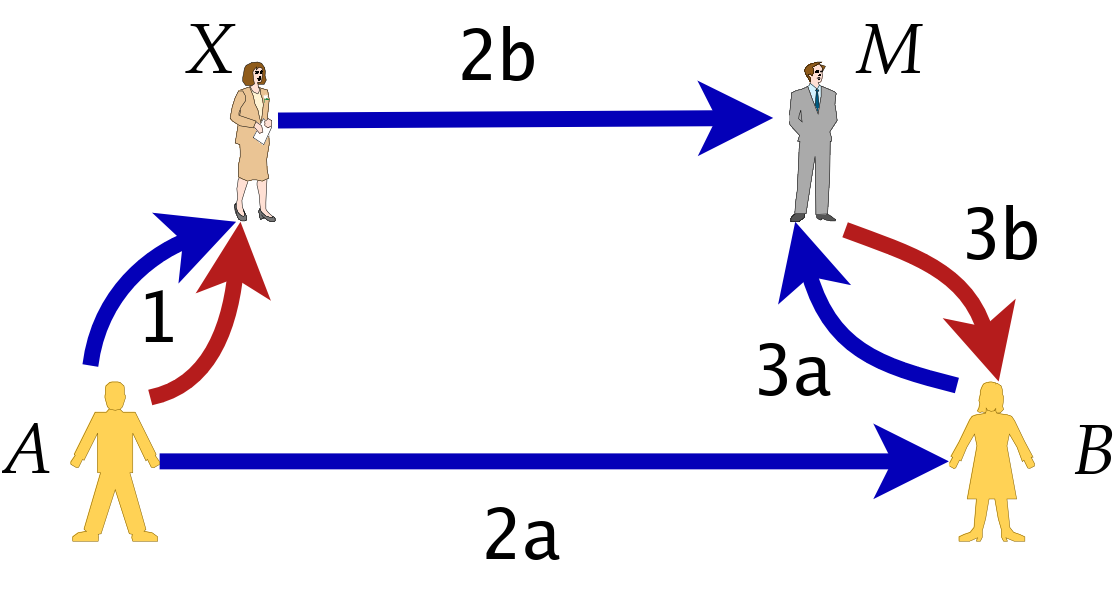
Hawala - vysvětlení na anglické verzi

Hawala je systém převodu peněz, který funguje mimo bankovní systém. Dnes ho využívají především muslimové na celém světě.
Hawaladar přijímá hotovost a spolu se svou ostatní hotovostí ji má na svém bankovním účtu. Spolupracuje se svými kolegy, obvykle rodinnými příslušníky, členy klanu nebo přáteli v cílové zemi, kteří vyplatí složenou částku sníženou o malý poplatek příjemci, který se mu dohodnutým způsobem prokáže. Protože si hawaladarové vzájemně důvěřují, může dojít k vyrovnání i mnohem později, třeba klasickým bankovním převodem nebo i v nepeněžní formě. Tento způsob převodu peněz umožňuje lépe skrývat peněžní toky a tak krýt třeba pašování nebo neplacení daní.
Tento systém vznikl před stovkami let z důvodu bezpečného přesunu peněz v jižní Asii, kdy obchodníci nevozili hotové peníze, aby nebyli okradeni nebo oloupeni. Podobný model vznikl v arabském světě, kde ho používali obchodníci kolem Hedvábné cesty. Slovo hawala je arabské a může znamenat důvěra nebo výměna. V jižní Asii je tento systém znám pod hindským slovem hundi.
Dnes je systém oblíbený zejména pro nízké poplatky (nižší než v bankách), pro jeho rychlost (příjemce může mít peníze již za několik hodin) a také pro jeho anonymitu. Využívají ho nejen nelegální imigranti, kteří si nemohou bez povolení k pobytu otevřít účet v bance, ale také velké společnosti (například Telcom Somalia), protože nahrazuje bankovní systém tam, kde neexistuje nebo je nedostupný z jakéhokoliv důvodu.
Bezpečnostní služby spekulují, že prostřednictví tohoto systému může docházet k financování teroristů.